# La loca historia del Mundo
La loca historia del mundo (History of the World, Part 1 en inglés) es un largometraje cómico escrito, producido y dirigido por Mel Brooks, estrenado en 1981, y narrado por Orson Welles.

## Argumento
La película es una parodia del cine histórico. Se divide en cuatro partes principales que narran sendas historias durante la Edad de Piedra, el Imperio Romano, la Inquisición Española y la Revolución Francesa. También consta de escenas de los Diez Mandamientos y la Última Cena.

## Reparto[1]
- Mel Brooks
- Dom DeLuise
- Madeline Kahn
- Mary-Margaret Humes
- Harvey Korman
- Cloris Leachman
- Ron Carey
- Gregory Hines
- Pamela Stephenson
- Rudy De Luca
- Sid Caesar
- Shecky Greene